# Juan Cruz Kaprof
Juan Cruz Kaprof (Buenos Aires, 12 de março de 1995) é um futebolista argentino que joga atualmente na LDU Quito.

## Títulos
River Plate
- Supercopa Euroamericana : 2015
- Copa Sul-Americana: 2014
- Recopa Sul-Americana: 2015
- Campeonato Argentino: 2012-13 e Final 2014

## Campanhas de destaque
River Plate
- Campeonato Argentino: 2014